# Tiến động trục quay

Chuyển động tiến động của trục Trái Đất. Trái Đất quay một vòng mỗi ngày (theo chiều các mũi tên màu trắng) quanh trục quay của nó (màu đỏ); chính trục quay này cũng quay rất chậm (theo chiều vòng tròn màu trắng), hoàn thành một vòng tiến động trong xấp xỉ 26 000 năm

Trong thiên văn học, tiến động trục quay (axial precession) hay tuế sai trục là sự biến thiên rất chậm và liên tục của định hướng trục quay của một thiên thể. Cụ thể, nó có thể đề cập tới sự biến thiên từ từ của định hướng trục quay của Trái Đất với chu kỳ xấp xỉ 26 000 năm. Hiện tượng này tương tự như sự tiến động của một con quay, với trục quay của nó vạch ra một cặp mặt nón đối đỉnh. Thuật ngữ "tiến động" thường chỉ đề cập tới thành phần lớn nhất của chuyển động này; những thay đổi khác trong định hướng trục quay của Trái Đất, chẳng hạn chương động và chuyển động cực là nhỏ hơn rất nhiều về độ lớn.
Tiến động trục của Trái Đất trước đây đã từng được gọi là tiến động của điểm phân, bởi vì trên thiên cầu các điểm phân di chuyển về phía tây dọc theo hoàng đạo so với các ngôi sao cố định, ngược chiều với chuyển động biểu kiến hàng năm của Mặt Trời trên hoàng đạo. Trong lịch sử ở phương Tây, nhà thiên văn Hipparchus người Hy Lạp thường được coi là người đã khám phá hiện tượng tiến động của điểm phân ở thế kỷ thứ 2 TCN. Với những tiến bộ trong khả năng tính toán lực hấp dẫn giữa các hành tinh trong nửa đầu thế kỷ 19, người ta nhận thấy hoàng đạo cũng có chuyển động nhỏ, được đặt tên là tiến động hành tinh, sớm nhất là từ năm 1863, trong khi thành phần chủ yếu được gọi là tiến động nhật nguyệt. Sự tổng hợp của chúng được gọi là tiến động tổng quát, thay cho tiến động của điểm phân.
Tiến động nhật nguyệt được gây ra bởi tương tác hấp dẫn của Mặt Trăng và Mặt Trời đối với phình xích đạo của Trái Đất, khiến cho trục quay của Trái Đất chuyển động so với không gian quán tính. Tiến động hành tinh (cộng thêm) là do góc nhỏ giữa vectơ lực hấp dẫn của các hành tinh khác lên Trái Đất và mặt phẳng quỹ đạo của nó (hoàng đạo), khiến cho mặt phẳng hoàng đạo dịch chuyển rất nhỏ so với không gian quán tính. Tiến động nhật nguyệt lớn hơn khoảng 500 lần so với tiến động hành tinh. Ngoài Mặt Trăng và Mặt Trời, các hành tinh khác cũng có ảnh hưởng nhỏ với định hướng trục quay Trái Đất trong không gian quán tính, nên để tránh hiểu nhầm giữa các thuật ngữ, năm 2006 Liên đoàn Thiên văn Quốc tế đã khuyến nghị thành phần chủ yếu nên được đặt lại là tiến động của xích đạo, và thành phần rất nhỏ được gọi là tiến động của hoàng đạo, nhưng sự tổng hợp của chúng vẫn được gọi là tiến động tổng quát. Nhiều tham chiếu đến các thuật ngữ cũ vẫn tồn tại trong các ấn phẩm trước thay đổi này.

## Hệ quả

Một sơ đồ đơn giản hóa, thể hiện liên hệ giữa vị trí trên quỹ đạo của Trái Đất, hướng nghiêng của trục quay và các mùa theo ngày tháng lịch ở Bắc bán cầu, khi những vị trí này thay đổi do sự tiến động của trục quay Trái Đất. Chu kỳ tiến động trong hình đã được giả định là 20.000 năm thay vì chu kỳ thực tế của Trái Đất là 26.000 năm. Bốn hình vẽ thể hiện những kỷ nguyên cách đều nhau 5.000 năm trong một chu kỳ tiến động, với hình thứ nhất là kỷ nguyên hiện tại.

Sự tiến động của trục quay Trái Đất có một số hệ quả quan sát được. Thứ nhất, vị trí của các thiên cực bắc và nam chuyển động biểu kiến theo vòng tròn trên nền sao cố định trong không gian, hoàn thành một vòng trong xấp xỉ 26.000 năm. Do đó, trong khi hiện nay ngôi sao Polaris trong chòm Tiểu Hùng nằm xấp xỉ tại thiên cực bắc, điều này sẽ thay đổi theo thời gian, và các ngôi sao khác sẽ trở thành "sao bắc cực" mới. Sau hiện nay xấp xỉ 3.200 năm, ngôi sao Gamma Cephei trong chòm Tiên Vương sẽ kế tiếp sao Polaris ở vị trí này. Thiên cực nam hiện nay thiếu một ngôi sao đủ sáng để đánh dấu vị trí của nó, nhưng theo thời gian tiến động cũng sẽ khiến cho các sao sáng trở thành sao nam cực. Khi các thiên cực thay đổi, kéo theo một sự thay đổi chậm trong vị trí biểu kiến của toàn bộ bầu trời sao, khi quan sát từ một địa điểm cho trước trên Trái Đất.
Thứ hai, vị trí thực sự của Trái Đất trên quỹ đạo quanh Mặt Trời tại các điểm chí, điểm phân, hay các thời điểm khác được xác định tương quan theo các mùa, đang từ từ thay đổi. Ví dụ, giả sử vị trí quỹ đạo của Trái Đất được cho là tại hạ chí, vào ngày đó chí tuyến Bắc của Trái Đất đang nghiêng trực tiếp về Mặt Trời. Một năm hay trọn một chu kỳ quỹ đạo sau đó, khi Mặt Trời đã trở về vị trí biểu kiến trước đó của nó so với các ngôi sao nền, do hệ quả của tiến động, thời điểm hạ chí không xảy ra vào đúng lúc đó mà sớm hơn một chút. Do đó, một năm chí tuyến, tức là chu kỳ mùa và là khoảng thời gian giữa hai điểm chí hoặc hai điểm phân liên tiếp, ngắn hơn khoảng 20 phút so với chu kỳ theo sao, được xác định bằng vị trí biểu kiến của Mặt Trời tương đối với các ngôi sao nền. Sau khoảng 26 000 năm, chênh lệch giữa hai chu kỳ trên lên tới một năm, do đó vị trí trên quỹ đạo mà ở đó xảy ra các mùa "trở lại nơi ban đầu". Ngoài ra, các hiệu ứng khác cũng làm thay đổi rất chậm hình dạng và định hướng của quỹ đạo của Trái Đất, và chúng kết hợp với tiến động tạo ra nhiều sự biến thiên tuần hoàn với các chu kỳ khác nhau; xem thêm các Chu kỳ Milankovitch. Giá trị của góc độ nghiêng của Trái Đất, ngoài định hướng của nó, cũng biến thiên chậm theo thời gian, nhưng hiệu ứng này không gắn liền trực tiếp tới tiến động.
Bởi cũng những lý do trên, vị trí biểu kiến của Mặt Trời tương đối với nền sao tại một thời điểm cố định theo mùa cho trước sẽ từ từ lùi đi, thực hiện một vòng 360° quanh toàn bộ mười hai chòm sao hoàng đạo truyền thống, với tốc độ khoảng 50,3 giây cung mỗi năm, hay 1 độ sau 71,6 năm.
Ở thời điểm hiện tại, tốc độ tiến động tương ứng với một chu kỳ 25.772 năm, do đó một năm chí tuyến ngắn hơn một năm theo sao khoảng 1224,5 giây (20 phút 24,5 giây, ~365.24219*86400/25772).
Tốc độ tiến động chính nó cũng biến thiên theo thời gian, do đó không thể nói sau chính xác 25.772 năm sau trục quay của Trái Đất sẽ trở lại vị trí hiện tại.

### Thay đổi sao cực

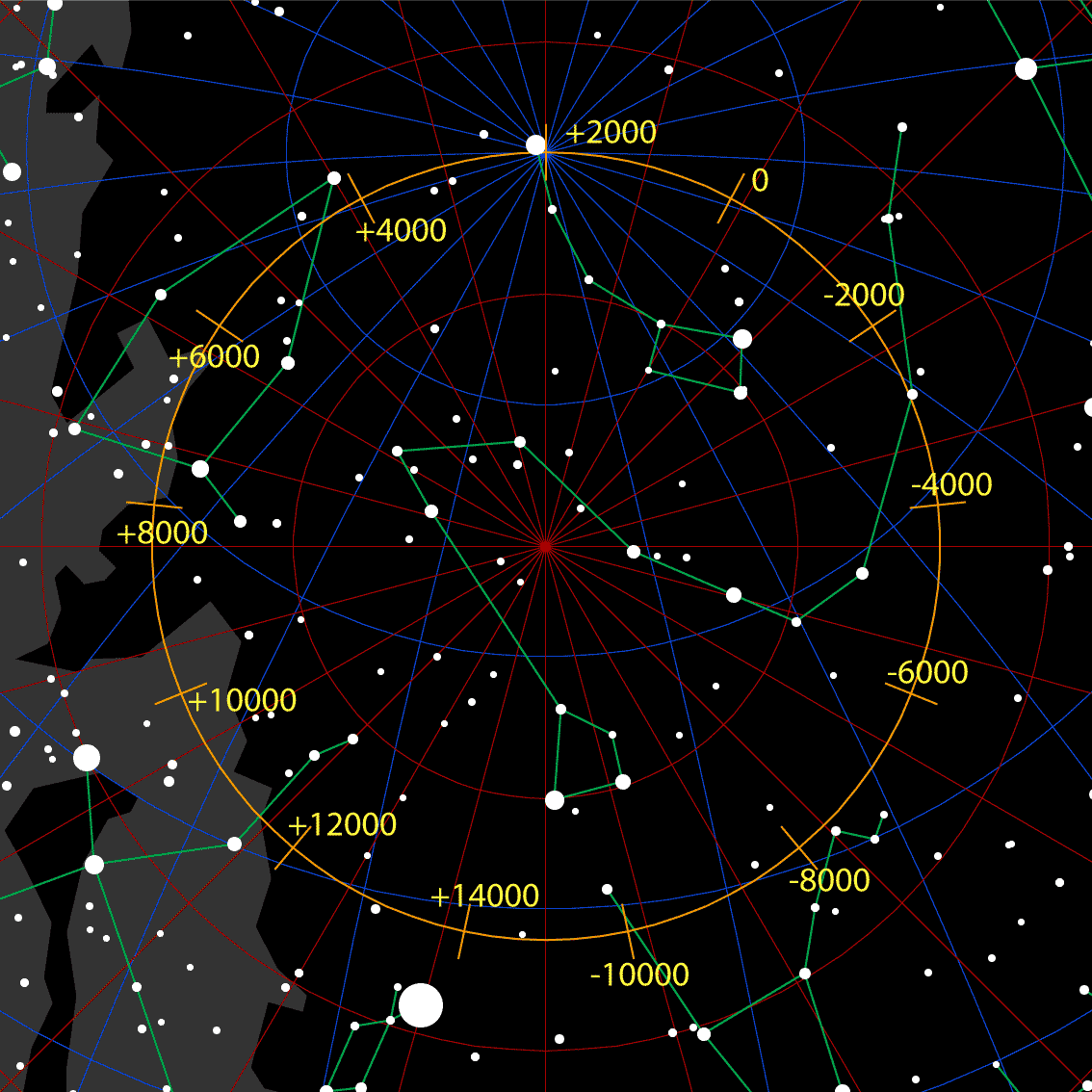
Tiến động trục quay của Trái Đất quanh hoàng cực bắc

Một hệ quả của sự tiến động là sự thay đổi sao cực. Hiện tại Polaris là ngôi sao rất phù hợp để đánh dấu vị trí thiên cực bắc, bởi vì Polaris là một ngôi sao khá sáng với cấp sao biểu kiến 2,1 (biến quang), và nó ở vị trí chỉ cách thiên cực khoảng 1 độ, và không có ngôi sao nào với độ sáng tương tự quá gần đó.

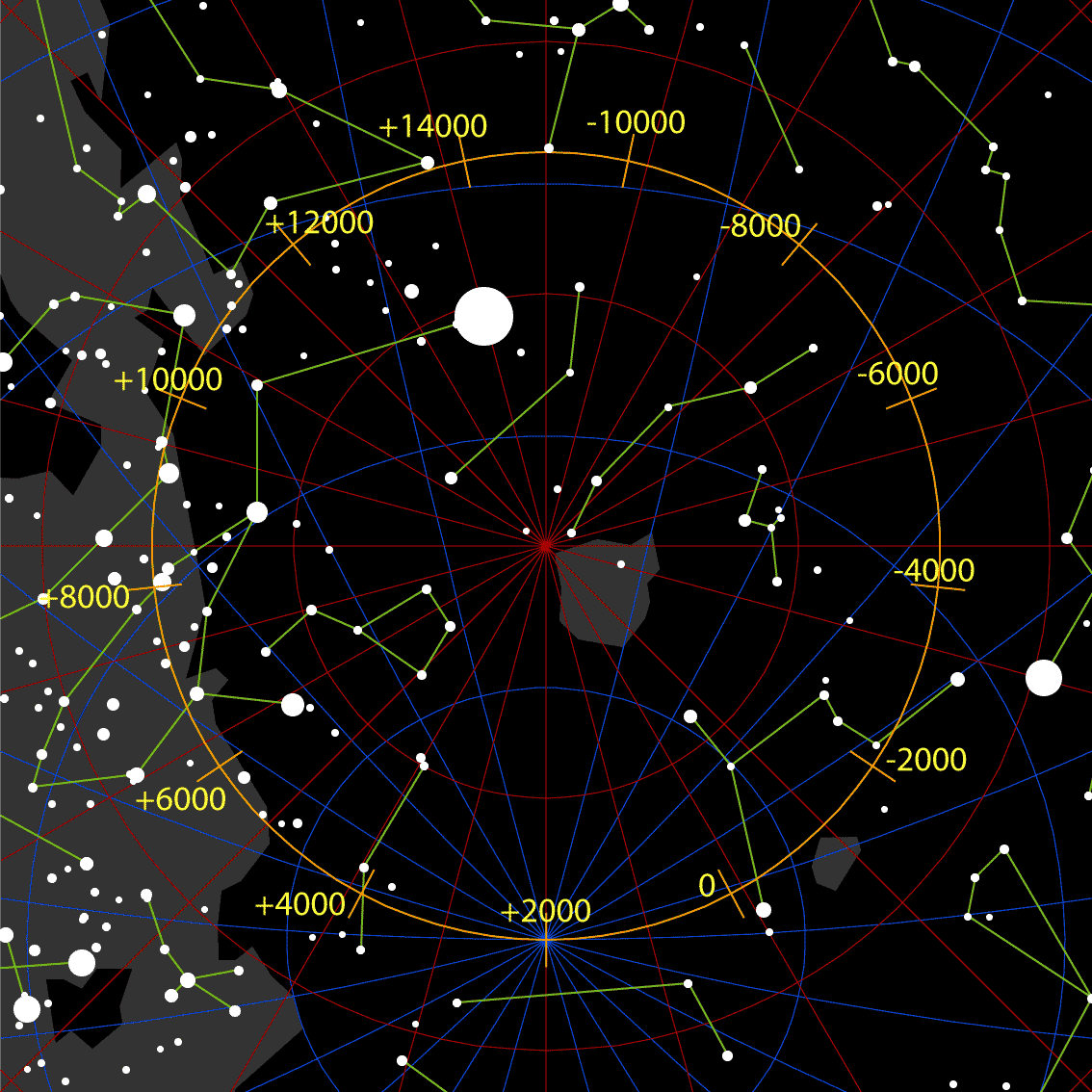
Tiến động trục quay của Trái Đất quanh hoàng cực nam

Ngôi sao bắc cực trước đó có tên là Kochab (Beta Ursae Minoris, β UMi, β Ursae Minoris), ngôi sao sáng nhất trong phần chén muỗng của nhóm sao "Little Dipper" của chòm sao Tiểu Hùng, ở vị trí cách Polaris 16 độ. Nó đã từng giữ vai trò sao bắc cực từ năm 1500 TCN đến 500 SCN. Tuy nhiên, bấy giờ nó không chỉ chính xác thiên cực bắc như sao Polaris hiện nay. Ngày nay, Kochab và ngôi sao kế cận Pherkad được đặt tên là những "Sao canh gác Bắc Cực" (Guardians of the Pole).
Mặt khác, sao Thuban trong chòm sao Thiên Long, đã từng là sao Bắc cực vào khoảng năm 3000 TCN, là khó nhận thấy hơn rất nhiều với cấp sao biểu kiến 3,67 (chỉ sáng bằng 1/5 sao Polaris); ngày nay nó hoàn toàn không thể trông thấy được trên bầu trời thành thị ô nhiễm ánh sáng.
Khi Polaris trở về vị trí sao Bắc cực sau một vòng tiến động vào năm 27.800, lúc đó nó sẽ trở nên cách xa thiên cực bắc hơn hiện tại bởi một hiện tượng khác, đó là sự chuyển động riêng của nó, trong khi đó vào năm 23.600 TCN nó đã ở gần với thiên cực hơn hiện tại.
Thiên cực nam là khó tìm ra hơn trên bầu trời bây giờ, bởi vì khu vực đó của bầu trời là một vùng khá ít nổi bật, và ngôi sao đang giữ vai trò sao Nam cực là Sigma Octantis thuộc chòm sao Nam Cực, với cấp sao 5,5 nó hầu như không thể nhìn thấy được bằng mắt thường, ngay cả trong những điều kiện lý tưởng. Tuy nhiên, điều này sẽ thay đổi vào những thế kỷ thứ 80 tới 90, khi đó thiên cực nam sẽ đi qua nhóm sao Thập Tự Sai dễ nhận thấy hơn.
Tình huống này cũng có thể thấy trên một bản đồ sao. Định hướng của thiên cực nam đang di chuyển tới chòm sao Nam Thập Tự. Trong khoảng 2000 trở lại đây, chòm Nam Thập Tự chỉ về phía thiên cực nam. Do đó, chòm sao này là khó quan sát được từ các vĩ độ bắc cận nhiệt đới, không giống như thời Hy Lạp cổ đại. Những nơi xa nhất về phía bắc hiện nay mà chòm Nam Thập Tự có thể trông thấy được là tại khoảng vĩ độ của Miami (khoảng 25°B), nhưng chỉ vào lúc mùa đông hoặc đầu mùa xuân.

### Sự dịch chuyển của cực và điểm phân

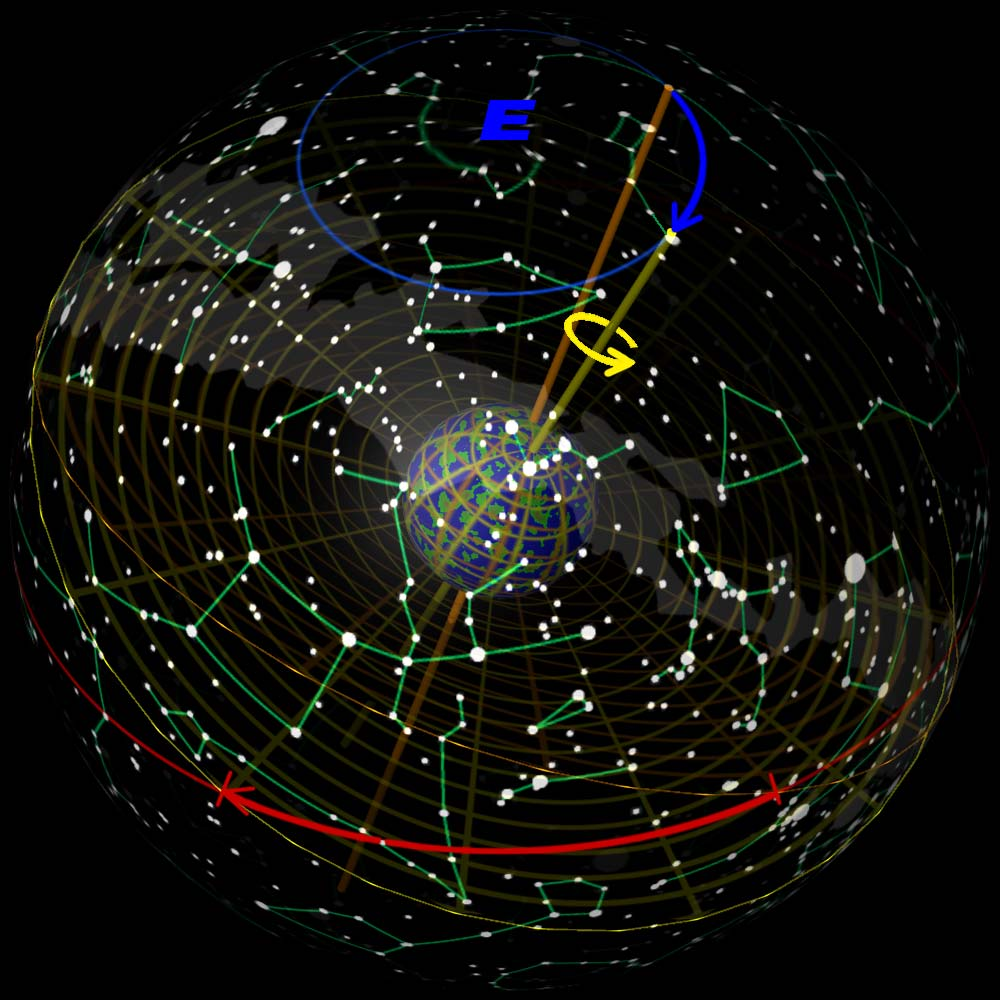
Chuyển động tiến động quan sát từ 'bên ngoài' thiên cầu

Chu kỳ 25.700 năm của tiến động khi được nhìn từ gần Trái Đất. Ngôi sao Bắc cực hiện tại là Polaris (phía trên cùng). Trong khoảng 8.000 năm sau đây nó sẽ là ngôi sao sáng Thiên Tân (Deneb), và khoảng 12.000 sau hiện tại sẽ đến lượt sao Chức Nữ (Vega). Sự tự quay của Trái Đất không được biểu diễn tỉ lệ chính xác – trên thực tế trong quy mô thời gian nêu trên, nó đã quay được hơn 9 triệu lần.

Các hình ảnh bên phải giải thích liên hệ giữa tiến động trục quay của Trái Đất và sự dịch chuyển của các điểm phân. Trong các hình, vị trí của trục Trái Đất được biểu diễn trong thiên cầu, một mặt cầu giả thuyết nơi các ngôi sao được đặt lên dựa theo vị trí của chúng quan sát được từ Trái Đất, bỏ qua khoảng cách thực tế tới chúng. Hình đầu tiên thể hiện thiên cầu nhìn từ phía ngoài, với các chòm sao được lật ngược kiểu trong gương. Hình thứ hai cho thấy hình chiếu tại một vị trí gần Trái Đất khi quan sát qua một thấu kính góc rất rộng (từ đó gây ra các biến dạng biểu kiến).
Trục tự quay của Trái Đất sau một chu kỳ khoảng 25.700 năm, vạch ra một đường tròn màu xanh trên nền sao ở phía gần trên cùng của hình thứ nhất, với tâm đặt tại hoàng cực bắc (chữ màu xanh E) và với bán kính góc 23,4°, góc này chính là độ nghiêng trục quay. Chiều quay của tiến động là ngược với chiều tự quay hằng ngày của Trái Đất quanh trục của nó. Trục màu nâu từng là trục quay của Trái Đất cách đây 5.000 năm trước, khi đó nó chỉ tới ngôi sao Thuban. Trục màu vàng cam, chỉ tới Polaris, chính là trục quay hiện tại.
Các điểm phân xảy ra tại những nơi mà đường xích đạo thiên cầu giao cắt với hoàng đạo (đường màu đỏ), tức là, nơi trục quay của Trái Đất vuông góc với đường thẳng nối giữa tâm của Mặt Trời và của Trái Đất. Thuật ngữ "điểm phân" ở đây được định nghĩa là một điểm nằm trên thiên cầu, thay vì là thời điểm mà Mặt Trời lên thiên đỉnh tại vùng Xích đạo, dù hai định nghĩa này có liên quan. Khi trục quay tiến động sang một định hướng khác, mặt phẳng xích đạo của Trái Đất (được thể hiện bởi mặt lưới quanh đường xích đạo) dịch chuyển tương ứng. Xích đạo thiên cầu thực ra chỉ là xích đạo của Trái Đất được chiếu lên thiên cầu, do đó nó cũng di chuyển với mặt phẳng xích đạo của Trái Đất, và kéo theo sự di chuyển của các giao điểm với hoàng đạo. Vị trí địa lý của các cực và xích đạo trên Trái Đất không thay đổi, cái thay đổi chỉ là định hướng của Trái Đất trên nền sao.

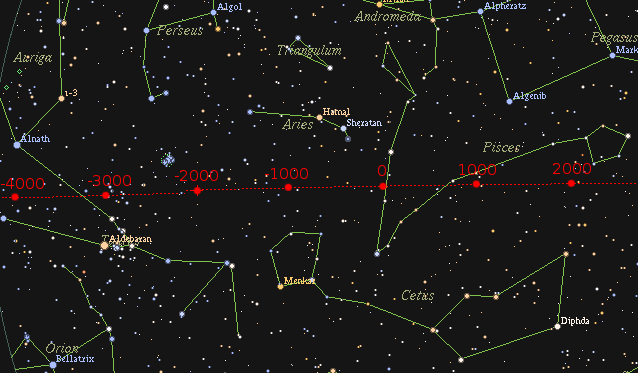
Sơ đồ cho thấy sự dịch chuyển của điểm xuân phân trên nền sao trong 6.000 năm qua.

Khi quan sát mặt lưới xích đạo 5.000 năm trước đây, điểm xuân phân nằm gần ngôi sao Aldebaran thuộc chòm Kim Ngưu. Với mặt phẳng xích đạo hiện tại được thể hiện bởi mặt lưới màu vàng, điểm phân đã dịch chuyển (theo chiều biểu diễn bởi mũi tên đỏ) tới một nơi nằm trong chòm sao Song Ngư.
Những hình ảnh tĩnh trên đây chỉ là xấp xỉ bậc nhất, bởi chúng không xét đến tốc độ biến thiên của tiến động, sự biến đổi của góc độ nghiêng trục quay so với hoàng đạo, sự tiến động hành tinh (tức là một sự quay rất chậm của chính mặt phẳng hoàng đạo, hiện tại quay quanh một trục nằm trên mặt phẳng với kinh độ 174,8764°), và chuyển động riêng của các ngôi sao.
Các kỷ nguyên tiến động của mỗi chòm sao, cũng thường được biết đến là các "Tháng Trọng đại", được cho xấp xỉ trong bảng dưới đây:
| Chòm sao            | Năm xấp xỉ của điểm xuân phân | Năm xấp xỉ của điểm xuân phân |
| Chòm sao            | Bắt đầu (vào)                 | Kết thúc (ra)                 |
| ------------------- | ----------------------------- | ----------------------------- |
| Kim Ngưu            | 4500 TCN                      | 2000 TCN                      |
| Bạch Dương          | 2000 TCN                      | 100 TCN                       |
| Song Ngư (hiện tại) | 100 TCN                       | 2700 SCN                      |

## Nguyên nhân cơ bản
Tiến động trục quay được gây ra bởi tác dụng của lực thủy triều của các thiên thể, chủ yếu là Mặt Trời và Mặt Trăng, lên Trái Đất quay. Do hình dạng cầu không đều và phình tại xích đạo, tức là bán kính Trái Đất tại xích đạo lớn hơn tại các cực của nó (khoảng 43 km) các lực thủy triều tạo ra mô men lực có chiều hướng làm quay trục tự quay của Trái Đất quanh pháp tuyến của hoàng đạo.
Hiện tượng tiến động được giải thích lần đầu bởi Sir Isaac Newton. Tuế sai trục tương tự tiến động của một con quay. Trong cả hai trường hợp, lực tác dụng là lực hấp dẫn hay trọng lực. Đối với một con quay đặt thẳng đứng, lực này có phương gần song song với trục quay ban đầu và lệch đi khi con quay chậm dần; trong khi với một con quay hồi chuyển đặt trên giá đỡ, trục của nó có thể nghiêng tới 90 độ. Tuy nhiên, đối với Trái Đất, lực tác dụng của Mặt Trời và Mặt Trăng gần vuông góc với trục quay.

Các lực thủy triều từ Mặt Trời và Mặt Trăng tác dụng lên Trái Đất dạng cầu dẹt (đã được phóng đại).

Do độ nghiêng trục quay của Trái Đất, trong hầu hết một năm, nửa chỗ phình xích đạo gần nhất với Mặt Trời sẽ bị lệch đi về phía bắc hoặc nam, nửa phình phía xa sẽ lệch đi về phía ngược lại. Bởi lực hấp dẫn giảm theo bình phương khoảng cách, tác dụng của nó đối với nửa phình phía gần sẽ mạnh hơn, tạo ra một mô men lực nhỏ lên Trái Đất vì lực kéo của Mặt Trời đối với một bên của Trái Đất mạnh hơn bên kia. Mô men lực này gần vuông góc với trục quay của Trái Đất, khiến cho trục quay tiến động. Nếu Trái Đất là một hình cầu hoàn hảo thì sẽ không có tiến động.
Mô men lực trung bình vuông góc với hướng mà trục quay nghiêng so với hoàng cực, nên nó không làm thay đổi giá trị của độ nghiêng trục quay. Độ lớn của mô men lực của Mặt Trời hay Mặt Trăng biến thiên theo góc giữa phương của trục quay Trái Đất và phương của lực hấp dẫn. Nó tiến tới 0 khi chúng là vuông góc, chẳng hạn điều này xảy ra tại các điểm phân trong trường hợp tương tác của Mặt Trời. Khi đó có thể thấy rằng các điểm phía gần và xa của Trái Đất thẳng hàng với phương của hấp dẫn, nên không có mô men lực do chênh lệch hấp dẫn.

Trường vectơ lực thủy triều lên Trái Đất gây bởi Mặt Trời, Mặt Trăng hay một hành tinh

Mặc dù lời giải thích nêu trên chỉ xét đến tác động từ Mặt Trời, cơ chế tương tự cũng có thể được gây bởi một thiên thể bất kỳ chuyển động quanh Trái Đất dọc theo hay gần hoàng đạo, đáng kể nhất là Mặt Trăng. Tác động tổng hợp của Mặt Trời và Mặt Trăng được gọi là tiến động nhật nguyệt, với chu kỳ một vòng là 25.700 năm. Ngoài ra, Mặt Trời và Mặt Trăng cũng gây ra những dao động nhỏ có chu kỳ theo vị trí thay đổi của chúng. Các dao động trong tốc độ tiến động và độ nghiêng trục quay này được gọi là chương động, với thành phần chủ yếu nhất đến từ Mặt Trăng, có chu kỳ 18,6 năm và biên độ 9,2 giây cung.
Ngoài tiến động nhật nguyệt, tác động từ các hành tinh khác trong hệ Mặt Trời, chủ yếu là Sao Mộc và Sao Thổ, khiến cho cả mặt phẳng hoàng đạo quay rất chậm quanh một trục có kinh độ khoảng 174° đối với hoàng đạo hiện tại, chuyển động này được gọi là tiến động hành tinh. Độ nghiêng của mặt phẳng hoàng đạo thay đổi so với hoàng đạo hiện tại khoảng 0,47 giây cung mỗi năm (nhỏ hơn tiến động nhật nguyệt hơn một trăm lần). Tổng hợp của hai dạng tiến động nói trên được gọi là tiến động tổng quát.
Các nhân tố đóng góp vào hệ số tiến động của xích đạo (trục quay) Trái Đất bao gồm:
- lực thủy triều của Mặt Trăng và Mặt Trời gây tổng cộng 50,40″ (giây cung) mỗi năm, trong đó 30″ đến từ tác động của Mặt Trăng
- tiến động do các hành tinh khác khoảng [−]0,12″ mỗi năm
- hiệu ứng trắc địa gây tiến động 0,02″, theo thuyết tương đối rộng.

Tất cả những giá trị trên đều không phải hằng số. Do những biến thiên của chúng chỉ có thể được tính toán tới một mức độ có hạn, vòng tiến động chỉ có thể được ước tính gần đúng trong khoảng một thế kỷ. Tính toán chính xác hơn các giá trị nêu trên được chỉ coi là suy đoán trong trường hợp này.

## Lịch sử phát hiện
Hipparchus (190–120 TCN) xứ Rhodes hay Nicaea, một nhà thiên văn Hy Lạp cổ đại thường được cho là người đầu tiên phát hiện ra tuế sai trục. Theo bộ Almagest của Ptolemy, Hipparchus đã đo hoàng kinh của Spica và của các ngôi sao sáng khác. Ông đã so sánh các kết quả đo đạc của mình với số liệu của những người đi trước, Timocharis (320–260 TCN) và Aristillus (~280 TCN), và đã kết luận rằng Spica đã di chuyển 2° so với điểm thu phân. Ông cũng đã so sánh độ dài thời gian của một năm chí tuyến (thời gian để Mặt Trời trở về một điểm phân so với trước đó) và năm thiên văn (thời gian để Mặt Trời trở về so với một ngôi sao cố định), và phát hiện ra một chênh lệch nhỏ. Hipparchus kết luận rằng các điểm phân đang di chuyển ("tiến động") trên đường hoàng đạo, và tốc độ của tiến động không nhỏ hơn 1° trong một thế kỷ, nói cách khác là hoàn thành một chu kỳ trong không hơn 36 000 năm.
Hầu hết tất cả các ghi chép của Hipparchus đã bị thất lạc, kể cả công trình của ông về tiến động. Chúng chỉ được đề cập bởi Ptolemy ở thế kỷ thứ 2 SCN, người đã giải thích tiến động là sự quay của thiên cầu xung quanh một Trái Đất đứng yên. Hipparchus, tương tự như Ptolemy, có lẽ cũng có cách suy nghĩ địa tâm coi tiến động là một chuyển động của bầu trời, chứ không phải của Trái Đất. Dấu ấn toán học của Hipparchus có thể được tìm thấy trong Cỗ máy Antikythera, một máy tính toán thiên văn cổ đại vào thế kỷ thứ 2 TCN.
Ptolemy đã kế tục công trình của Hipparchus về tiến động. Ông đã đo kinh độ của Regulus, Spica, và các sao sáng khác dựa trên phương pháp Mặt Trăng của Hipparchus nhưng không cần phải có nguyệt thực. Ông đã phát hiện rằng giữa thời của Hipparchus và thời của ông (cách nhau 265 năm), các ngôi sao đã dịch chuyển 2°40', hay 1° trong 100 năm (36" mỗi năm; tốc độ được chấp nhận ngày nay là khoảng 50" mỗi năm hay 1° trong 72 năm); và xác nhận rằng tiến động ảnh hưởng đến tất cả các ngôi sao nền, không phải chỉ các sao gần hoàng đạo, và vòng tiến động của ông cũng có chu kỳ 36 000 năm như Hipparchus đã tìm ra.
Trước thời của Hipparchus, Plato (k. 360 TCN) đề ra thuật ngữ "năm hoàn hảo" hay "Năm Trọng đại" để mô tả sự trở về của các thiên thể (hành tinh) và sự chuyển động hàng ngày của các ngôi sao nền tới vị trí ban đầu, ngày nay từ này vẫn hay được dùng để chỉ chu kỳ tiến động của Trái Đất; tuy nhiên không có bằng chứng nào cho thấy rằng ông biết đến tiến động. Phần lớn các tác giả thời cổ đại không đề cập tới tiến động và có lẽ không hề biết về nó. Chẳng hạn, Proclus bác bỏ tuế sai, trong khi Theon xứ Alexandria ở thế kỷ thứ 4 thừa nhận cách giải thích của Ptolemy, nhưng nêu giả thuyết thay thế cho rằng các điểm phân chỉ dao động qua lại trong giới hạn một cung 8°.
Nhiều khẳng định khác nhau đã được đưa ra rằng các nền văn hóa khác đã phát hiện ra tuế sai trước đó, độc lập với Hipparchus. Theo học giả Al-Battani, các nhà thiên văn Chaldea (Babylon) đã phân biệt được năm chí tuyến với năm thiên văn do đó tới khoảng năm 330 TCN, họ đã có thể có hiểu biết để mô tả được tiến động dù chỉ là không chính xác, nhưng chưa có bằng chứng cho khẳng định này. Nhà khảo cổ học Susan Milbrath đã suy đoán rằng bộ lịch đếm dài Trung Mỹ gồm "30.000 năm dựa theo cụm sao Pleiades...có thể là một nỗ lực tính toán tiến động của điểm phân." Một số học giả chuyên nghiệp về nền văn minh Maya cũng có quan điểm tương tự.
Những khẳng định tương tự cũng đã được đưa ra rằng tiến động đã được biết từ thời triều đại của Ai Cập cổ đại, sớm hơn nhiều trước thời của Hipparchus (thời Ptolemaic). Tuy nhiên, những khẳng định này vẫn còn gây tranh cãi. Một số công trình trong quần thể đền thờ Karnak, chẳng hạn, được cho là đã được dựng hướng tới điểm trên đường chân trời nơi một số sao nhất định mọc hay lặn vào những thời điểm quan trọng trong năm. Tuy nhiên, người Ai Cập có lịch chính xác và nếu họ ghi chép ngày tháng xây dựng đền thờ thì có thể sơ định ra tốc độ tiến động một cách đơn giản. Dendera Zodiac, một bản đồ sao trong đền Hathor ở Dendera từ thời sau này (Ptolemaic), được cho là ghi chép sự tiến động của điểm phân (Tompkins 1971). Dù trong trường hợp nào, nếu người Ai Cập cổ biết về tiến động, hiểu biết của họ không được ghi chép trong bất kỳ văn bản về thiên văn còn sót lại. Michael Rice viết trong cuốn Egypt's Legacy, "Người cổ đại có biết hay không về cơ chế của Tiến động trước khi nó được định nghĩa bởi Hipparchos xứ Bithynia ở thế kỷ thứ 2 TCN thì chưa rõ, nhưng là những người tận tụy quan sát bầu trời đêm, họ không thể không nhận thức được các hệ quả của nó." (tr. 128)
Trước những năm 1200 SCN, Ấn Độ có hai giả thuyết về sự "dao động" của các điểm phân, và một vài mô hình khác liên quan tới tiến động. Giả thuyết có ưu thế nhất được mô tả trong khái luận về thiên văn của Ấn Độ, bộ Surya Siddhanta (3:9–12), được soạn từ k. 400 nhưng được hiệu đính trong vài thế kỷ tiếp theo. Nó sử dụng một kỷ nguyên theo sao, hay ayanamsa để tính toán tiến động, mà vẫn được sử dụng bởi tất cả lịch Ấn Độ ngày nay. Do kỷ nguyên này, sau 30 năm một năm theo lịch Ấn Độ sẽ bắt đầu khoảng 23–28 ngày sau ngày xuân phân hiện đại. Điểm xuân phân của Surya Siddhanta dao động 27° quanh kỷ nguyên theo sao, do đó điểm xuân phân đã di chuyển 54° theo một chiều và sau đó quay lại 54° theo chiều kia. Chu kỳ dao động này hoàn thành trong 7200 năm và với tốc độ 54″/năm.:29–30
Một thuyết khác về "dao động" điểm phân ở Ấn Độ được mô tả bởi Varāhamihira (k. 550), trong đó điểm phân di chuyển qua lại trong một cung 46°40′, nửa cung này tức là 23°20′, là đồng nhất với vị trí cực đại xích vĩ của Mặt Trời về hai phía bắc nam của xích đạo tại các điểm chí. Nhưng do không có chu kỳ thời gian nào được mô tả, tốc độ hàng năm là không thể xác định được.:27–28 Một số tác giả khác đã mô tả tuế sai là gần 200.000 vòng trong thời gian một Kalpa bằng 4.320.000.000 năm, do đó tốc độ hàng năm là khoảng 60″. Visnucandra (k. 550–600) đề cập 189.411 vòng tiến động trong một Kalpa tức là 56,8″/năm, trong khi Bhaskara I (k. 600–680) mô tả [1]94.110 vòng trong một Kalpa hay 58,2″/năm, còn theo Bhāskara II (k. 1150) nó là 199.699 vòng trong một Kalpa hay 59,9″/năm.:32–33
Ngu Hỉ (thế kỷ thứ 4 SCN) là nhà thiên văn Trung Hoa đầu tiên đề cập đến tuế sai. Ông đã mô tả tốc độ tiến động là 1° trong 50 năm (Pannekoek 1961, tr. 92).
Trong thiên văn trung đại Hồi giáo, tuế sai được biết dựa trên Almagest của Ptolemy, và bằng quan sát đã có những điều chỉnh về giá trị. Al-Battani, trong bộ Zij Al-Sabi' của ông, sau khi đề cập đến Hipparchus tính toán tiến động và giá trị của Ptolemy 1 độ sau 100 năm mặt trời, nói rằng ông đã tự đo tiến động và tìm ra rằng nó là 1 độ sau 66 năm mặt trời. Sau đó, Al-Sufi đề cập tới giá trị tương tự trong cuốn Sách về các Sao cố định. Ông cũng đề cập đến một tính toán khác bởi Zij Al Mumtahan, được thực hiện vào triều của Al-Ma'mun. Ông cũng trích dẫn Zij Al-Sabi' của Al-Battani và điều chỉnh tọa độ của các sao tới 11 độ và 10 phút cung để bù vào chênh lệch giữa thời của Al-Battani và thời của Ptolemy. Sau này, lịch thiên văn Zij-i Ilkhani biên soạn tại đài quan sát Maragheh đưa giá trị tiến động của các điểm phân tại 51 giây cung mỗi năm, rất gần với giá trị đo hiện đại 50,2 giây cung.
Vào thời Trung Cổ, các nhà thiên văn Hồi giáo và Cơ Đốc giáo La-tinh coi sự "dao động" (trepidation, đề xuất bởi Theon xứ Alexandria) là một chuyển động của các ngôi sao nền được tổng hợp vào tuế sai. Thuyết này thường được cho là bởi nhà thiên văn Ả Rập Thabit ibn Qurra, nhưng điều này bị nghi ngờ bởi các học giả thời hiện đại. Nicolaus Copernicus ở thời Phục Hưng xuất bản một mô hình khác về dao động thiên văn trong De revolutionibus orbium coelestium (1543). Công trình này là mô tả dứt khoát đầu tiên coi tuế sai là hệ quả của chuyển động của trục quay Trái Đất. Copernicus đặc tả tiến động là chuyển động thứ ba của Trái Đất.
Hơn một thế kỷ sau, tiến động được giải thích trong tác phẩm Các nguyên lý toán học của triết học tự nhiên (1687) của Sir Isaac Newton, trong đó nó là hệ quả của tương tác hấp dẫn (Evans 1998, tr. 246). Tuy nhiên, các phương trình tiến động ban đầu của Newton không chính xác với thực tế, và đã được hiệu chỉnh đáng kể bởi Jean le Rond d'Alembert và các nhà khoa học sau này.

## Các thiên thể khác

### Mặt Trăng
Mặt Trăng tự quay quanh trục của nó theo chu kỳ bằng thời gian quay quanh Trái Đất, hay một tháng thiên văn (27,3 ngày). Mặt Trăng có độ nghiêng trục 1,5° so với hoàng đạo. Trục quay của Mặt Trăng cũng tiến động ngược với chiều tự quay với chu kỳ 18,6 năm (khoảng 19,4°/năm). Theo định luật Cassini thứ ba, chu kỳ này cũng bằng chu kỳ tiến động của các điểm nút quỹ đạo.

### Hỏa Tinh
Sao Hỏa có độ nghiêng trục quay 25,19° và trục của nó cũng tiến động tương tự Trái Đất. Hiện tại, hai ngôi sao sáng Thiên Tân và Sadr của chòm Thiên Nga đang chỉ về hướng thiên cực bắc của Hỏa Tinh, nó nằm ở gần giữa hai ngôi sao Thiên Tân và Alpha Cephei.
Trên Sao Hỏa, Mặt Trời cũng đi qua hoàng đạo của hành tinh này, nhưng nghiêng so với hoàng đạo của Trái Đất góc 1,85°. Sự tiến động của trục quay cũng sẽ khiến cho vị trí của các điểm phân và điểm chí trên Sao Hỏa chuyển động quay qua các chòm sao trên hoàng đạo. Các thiên cực bắc và nam cũng xoay quanh cực quỹ đạo theo vòng tròn có bán kính góc 25,19° nhưng với chu kỳ ước tính 175.000 năm Trái Đất, hay với tốc độ 7,2″/năm.